# Omobranchus elegans
Omobranchus elegans és una espècie de peix de la família dels blènnids i de l'ordre dels perciformes.

## Morfologia
- Els mascles poden assolir 6 cm de longitud total.[1][2]

## Alimentació
Menja algues i detritus.

## Reproducció
És ovípar.

## Hàbitat
És un peix marí de clima subtropical.

## Distribució geogràfica
Es troba des del sud del Japó fins a Corea i la península de Shantung (Xina).